# Редакційні метрики
Редакційні метрики — це онлайн-сервіси, призначені для аналізу ефективності інтернет-видань, поведінки користувачів на сайтах онлайн-ЗМІ та інших медіапроектів.
Редакційні метрики, в першу чергу, позиціонують себе як сервіс для журналістів, редакторів і видавців, однак вони можуть бути корисні і іншим мережевим проектам, які займаються виробництвом контенту.

## Назва
Термін «редакційна метрика» зустрічається в підручнику «Як нові медіа змінили журналістику». Також його активно використовує компанія Mail.Ru Group, Mail.Ru Group, розповідаючи про свій проект «Медіатор» і галузеві видання.
Проте, крім назви «редакційні метрики», зустрічаються й інші визначення: «інструмент аналітики уваги», «платформа для контент-аналізу», «сервіс редакційної аналітики».

## Відмінність від маркетингових метрик
Маркетингові метрики (тобто класичні сервіси вебаналітики, наприклад, Яндекс. Метрика і Google Analytics) вимірюють відвідуваність, особливості аудиторії і конверсію сайту та інтернет-реклами. На думку медіаменеджерів, маркетингові метрики в контент-проектах працюють недостатньо ефективно.
|                                                                      | Маркетингові метрики дезорієнтують. Кількість матеріалів не дорівнює кльовим матеріалами. Кількість переглядів - це успіхи маркетингової команди. |
| — Сергій Паранько, редакційний директор медіа-проектів Mail.Ru Group | |

«Маркетингові метрики дезорієнтують. Кількість матеріалів не дорівнює кльовим матеріалами. Кількість переглядів - це успіхи маркетингової команди.
Сергій Паранько, редакційний директор медіа-проектів Mail.Ru Group »
Маркетингові метрики не розповідають, що відбувається з користувачем, коли він приходить на сторінку інтернет-видання. Навіть якщо користувач потрапляє на сторінку і відразу закриває її, перегляд зараховується, хоча по факту користувач не прочитав опублікований матеріал, і свою історію видання йому не розповів.
Редакційні метрики ж показують, як користувач читає матеріал: на чому затримує увагу, що перегортає і в який момент йде.
Також редакційні метрики, найчастіше, є платними сервісами, в той час як найпопулярніші маркетингові метрики (Яндекс. Метрика, Google Analytics, Рейтинг@Mail.Ru) – безкоштовні.

## Показники
Редакційні метрики вважають такі показники:
- Воронка доскроллів[5]
- Час читання[5]
- Конверсія в прочитання[5]
- Моніторинг матеріалу в режимі реального часу[5]
- Кількість переглядів матеріалу[12]
- Кількість репоста матеріалу в соціальних мережах[12]
- Кількість переглядів з соцмереж[12]
- Кількість переглядів з пошуку[12]
- Частота візитів[13]
- Джерела трафіку[13]
- Розподілу девайсів[13]

## Популярні сервіси
1. Chartbeat – американський сервіс, був запущений в 2009 році як інструмент для вебаналітики в режимі реального часу[14]. Сервіс використовують більше 50 тисяч сайтів в 60 країнах[15].
2. Медиатор – проект російської компанії Mail.Ru Group, був представлений в 2016 році, щоб з його допомогою медіа могли «оцінити ефективність інвестицій в контент і знайти дійсно працюють формати, що дозволяють перетворити відвідувачів в залучених читачів».
3. Parse.ly Dash - проект американської компанії Parse.ly, що випускає сервіси вебаналітики та оптимізації контенту для інтернет-видань. Parse.ly Dash був запущений в 2012 році.
4. .io analytics - сервіс редакційної аналітики створений компанією .io. Партнерами сервісу були такі видання, як Business Insider, Рамблер, Vogue, Elle, De Telegraaf[16].

## Застосування редакційних метрик в онлайн-ЗМІ
Редакційні метрики використовують великі інтернет-видання, як в Росії («Мел», «Аргументи и Факти»). Так і за кордоном (Sky, Bloomberg, The Wall Street Journal).
Керівник служби просування, соціальних мереж і аналізу аудиторії видання «Аргументи і Факти» Марина Мішнова каже, що редакційна метрика «допомагає відповісти на головне питання кожного інтернет-ЗМІ -« Чого хочуть користувачі прямо зараз?»
|                  | ««Одна з важливих функцій... в тому, що він дозволяє виробити у співробітників корисні звички в роботі з режисурою сайту і обвязками матеріалів. … Він вимагає глибоко занурення, безперервного спостереження і швидких дій з боку співробітників». |
| — Марина Мішнова | |

Головний редактор видання «Мел» Микита Белоголовцев в інтерв'ю сайту «Планерка» розповідав, що редакційна метрика дає більш точні уявлення про джерела трафіку.
|                       | «Ми дізналися про появу Дзена раніше, ніж він анонсувався. Ми користуємося сервісом редакційної аналітики Onthe.io. Це класні хлопці, в кожному інтерв'ю їх раджу, з ними життя краще. І, власне, трафік з Дзена ми бачили приблизно з кінця минулого року. Він планомірно ріс, до моменту офіційної презентації Дзена ми бачили досить серйозний трафік звідти, він в гугл-аналітиці вважався прямим. Всі ходили по ринку і раділи:«Вау, у нас виріс прямий трафік». А потім - раз, і після презентації він пішов в реферальний, і все засумували. |
| — Микита Бєлоголовцев | |

Елементи редакційних метрик використовуються і в системах аналітики великих соціальних мереж, агрегаторів і хостингів. Наприклад, показник «дочітиванія» матеріалу є в сервісі персональних рекомендацій Яндекс. Дзен. Аналогічні метрики переглядання відео є в статистиці відеохостингу YouTube.